# Сикейра, Жоан Баптиста
Жоан Баптиста Сикейра (порт. João Baptista Siqueira; 8 июля 1906, Принсеза-Изабел — 5 ноября 1992, Рио-де-Жанейро) — бразильский композитор, музыковед и музыкальный педагог. Брат Жозе Сикейры.
Родился в семье дирижёра духового оркестра, начал учиться музыке у своего отца, освоив ряд духовых инструментов. В 1928 году вслед за братом перебрался в Рио-де-Жанейро, первоначально как трубач в военном оркестре. С 1929 г. учился в Национальном институте музыки у Франсиско Браги и Франсиско Миньоне. С 1937 г. преподавал гармонию и музыкальный анализ, с 1954 г. профессор, в 1971—1975 гг. директор.
Среди композиций Сикейры наибольшее значение имеют симфонические поэмы «Гурьята» (порт. Guriatã; 1943), «Жандая» (порт. Jandaia; 1947) и «Боюна» (порт. Boiúna; 1948), а также балет «Амулеты» (порт. Muiraquitãs; 1944).
Автор ряда монографий, в том числе книги «Эрнесто Назарет в бразильской музыке» (порт. Ernesto Nazareth na música brasileira; 1967), а также истории Национального института музыки (порт. Do Conservatório à Escola de Música; 1972). Публиковался также как музыкальный критик в газете A coluna.